# Lisa Bjärbo
Lisa Bjärbo (ur. 1980 w Ingelstad) – szwedzka dziennikarka i pisarka. 
Jako pisarka zadebiutowała w 2006 roku. Od tego czasu opublikowała ponad 25 powieści dla młodzieży i książek dla młodszych dzieci. Pisze zabawne i smutne książki o życiu codziennym, związkach i uczuciach.  
W Polsce jej książki publikują Wydawnictwo Czarna Owca (seria o Ivarze i dinozaurach) oraz Wydawnictwo Zakamarki (Zagadka złodzieja świąt, tyt. oryg. Julmysteriet, il. Matilda Ruta, tłum. Marta Wallin, Poznań 2021).
Jest laureatką Nagrody Astrid Lindgren (Astrid Lindgren-priset).